# Amore (musikalbum)
Amore är en mini-LP av The Hooters, utgivet 1983, innan de blev signerade på ett stort skivbolag. Den innehåller tidiga versioner av "All You Zombies," "Hanging On A Heartbeat," "Fightin' On The Same Side" och "Blood From A Stone", där alla släpptes senare i nya versioner. 2001 släpptes "Amore" på CD med två extra låtar. Bl.a. en Live-version från 1986 av The Beatles-covern "Lucy in the Sky with Diamonds".

## Låtlista
1. "Amore" (Rob Hyman, Eric Bazilian) - (3:31)
2. "Blood From A Stone" (Rob Hyman, Eric Bazilian) - (3:19)
3. "Hanging On A Heartbeat" (Rob Hyman, Eric Bazilian, Glenn Goss, Jeff Ziv) - (3:01)
4. "All You Zombies" (Rob Hyman, Eric Bazilian) - (3:47)
5. "Birdman" (Rob Hyman, Eric Bazilian) - (3:17)
6. "Don't Wanna Fight" (Rob Hyman, Eric Bazilian) - (2:50)
7. "Fightin' On The Same Side" (Rob Hyman, Eric Bazilian) - (2:53)
8. "Concubine" (Rob Hyman, Eric Bazilian) - (2:22)
9. "Lucy in the Sky with Diamonds" (John Lennon, Paul McCartney) (Live 1986) - (3:59) (BONUSLÅT CD 2001)
10. "Man In The Street" (Don Drummond) (DEMO 1980) - (3:58) (BONUSLÅT CD 2001)

## Musiker
- Eric Bazilian: sång,gitarrer, saxofon
- Rob Hyman: sång, keyboards
- John Lilley: gitarr
- David Uosikkinen: trummor
- Rob Miller: bas